# Qeyţāqī
Qeyţāqī (persiska: قیطاقی) är en ort i Iran.   Den ligger i provinsen Khorasan, i den nordöstra delen av landet, 700 km öster om huvudstaden Teheran. Qeyţāqī ligger 1 383 meter över havet och antalet invånare är 356.
Terrängen runt Qeyţāqī är platt åt sydväst, men åt nordost är den kuperad. Runt Qeyţāqī är det ganska glesbefolkat, med 38 invånare per kvadratkilometer. Närmaste större samhälle är Qūchān, 8,2 km väster om Qeyţāqī. Trakten runt Qeyţāqī består i huvudsak av gräsmarker.